# Loxosomatoides laevis
Loxosomatoides laevis är en bägardjursart som beskrevs av Annandale 1915. Loxosomatoides laevis ingår i släktet Loxosomatoides och familjen Pedicellinidae. Inga underarter finns listade i Catalogue of Life.